# NGC 5952
NGC 5952 је лентикуларна галаксија у сазвежђу Змија која се налази на NGC листи објеката дубоког неба.
Деклинација објекта је + 4° 57' 34" а ректасцензија 15h 34m 56,3s. Привидна величина (магнитуда) објекта NGC 5952 износи 14,2 а фотографска магнитуда 15,2. NGC 5952 је још познат и под ознакама CGCG 50-30, NPM1G +05.0472, PGC 55496.